# Gloria (série télévisée, 2021)
Pour les articles homonymes, voir Gloria.
Pour plus de détails, voir Fiche technique et Distribution.
Gloria est une série télévisée franco-belge en six épisodes, diffusée en 2021 sur la chaîne TF1.
La série est une production Quad Drama en coproduction avec TF1, AT-Production et la RTBF (télévision belge),.

## Synopsis
Gloria est une avocate, mère de trois enfants, sur le point de reprendre le travail après un congé maternité. La veille, elle passe la soirée avec des amies, et le lendemain, son mari David part travailler comme d'habitude dans le cabinet d'avocats qu'il a hérité de son père Richard. Mais très vite, plus personne n'arrive à le joindre. Gloria doit le remplacer pour plaider en faveur d'un dealer repenti, Stan. Elle découvre que le cabinet est très endetté, qu'il a perdu la plupart de ses clients. De plus, David s'était remis à fumer et voyait un psychiatre sans qu'il lui en parle. Elle trouve dans ses affaires une fausse carte d'identité, au nom de son petit ami d'adolescence mort dans un accident de moto. Pourquoi David a-t-il disparu, quelles étaient ses activités, et quel est le lien avec le passé ?

## Fiche technique
Sauf indication contraire, les informations mentionnées dans cette section peuvent être confirmées par la base de données cinématographiques Allociné,  présente dans la section « Liens externes ».
- Réalisation : Julien Colonna
- Scénario : Jeanne Le Guillou, Bruno Dega
- Sociétés de production : Quad Drama, TF1, AT-Production, RTBF
- Musique : Olivier Coursier, Audrey Ismael
- Pays :  France /  Belgique
- Durée : 52 minutes en 6 épisodes
- Date de diffusion : 18 mars 2021

## Distribution
- Cécile Bois : Gloria Meyers

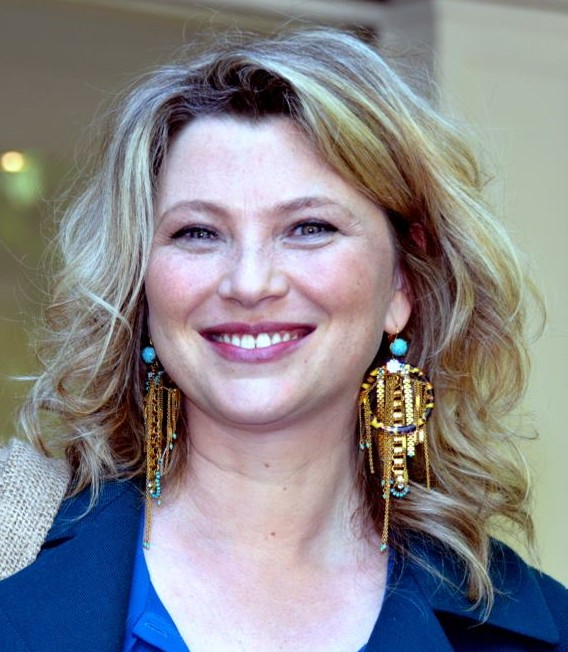
Cécile Bois, l'interprète du rôle-titre

- Elsa Hyvaert : Rose Meyers, la fille de Gloria
- Sarah Berru : Alice Meyers, la fille de Gloria
- Barbara Schulz : Marianne Volton, commandante de gendarmerie
- JoeyStarr : Stan Baldini
- Bernard Le Coq : Richard Meyers, père de David et beau-père de Gloria
- Nicole Calfan : Odile Meyers, la mère de David
- Michaël Cohen : David Meyers, le mari de Gloria
- Malik Zidi : Denis Gauvin, gendarme, le mari d'Emilie
- Lucie Lucas : Émilie Gauvin, la sœur de David Meyers
- Anne Consigny : Gaëlle Brak
- Mathieu Madénian : Arthur, un voisin de Gloria
- Amelle Chahbi : Chacha, la meilleure amie de Gloria
- Mariama Gueye : Clarisse, avocate au cabinet Meyers
- Clotilde Mollet : Carole Faustin
- Patrick Descamps : Philippe Lazargue

Principaux acteurs de la série
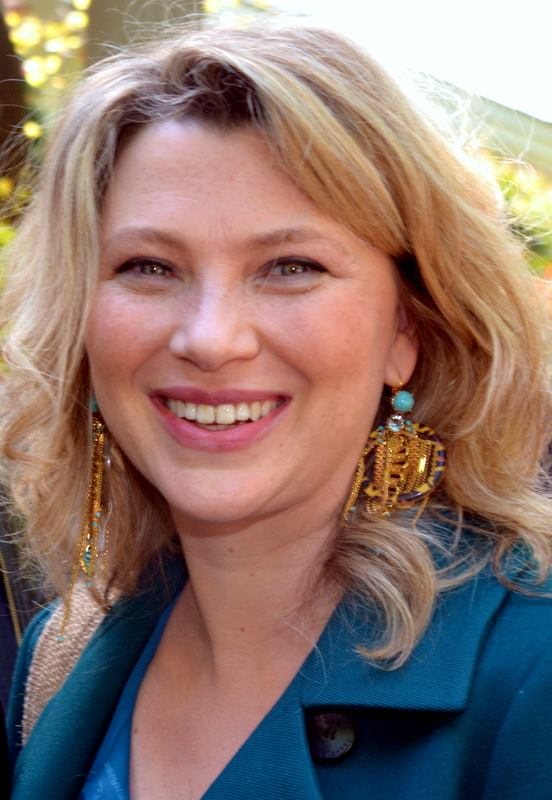
Cécile Bois (Gloria Meyers)
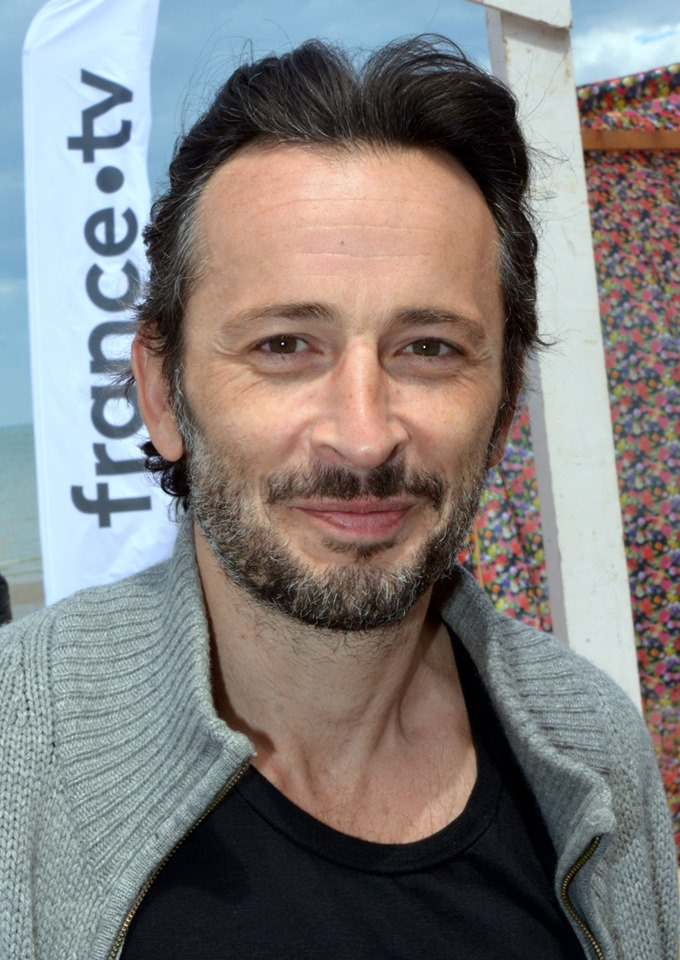
Michaël Cohen (David Meyers)
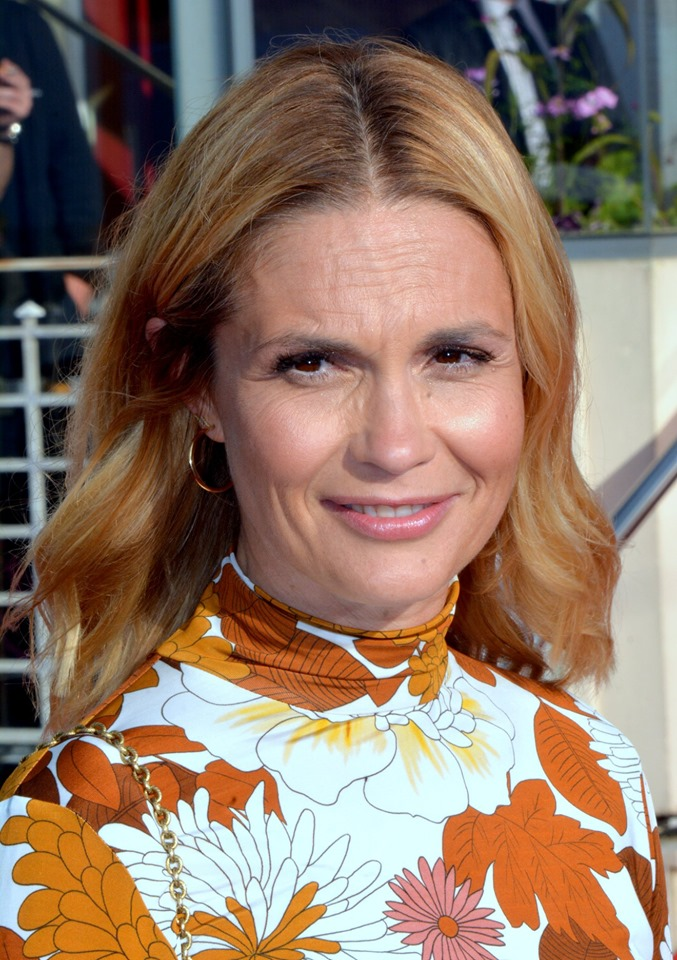
Barbara Schulz (Marianne Volton)
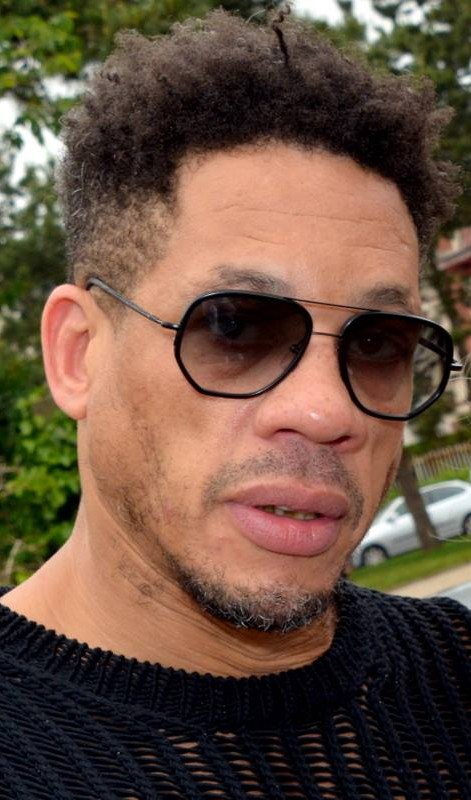
Joey Starr (Stan Baldini)
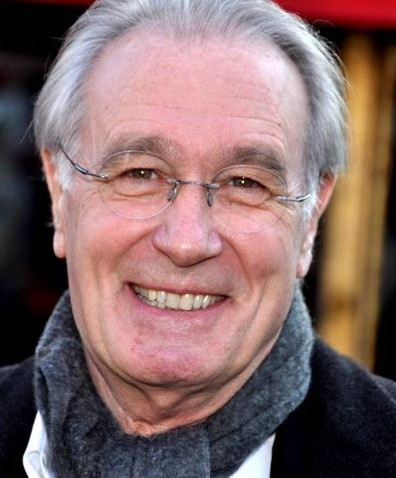
Bernard Lecoq (Richard Meyers)
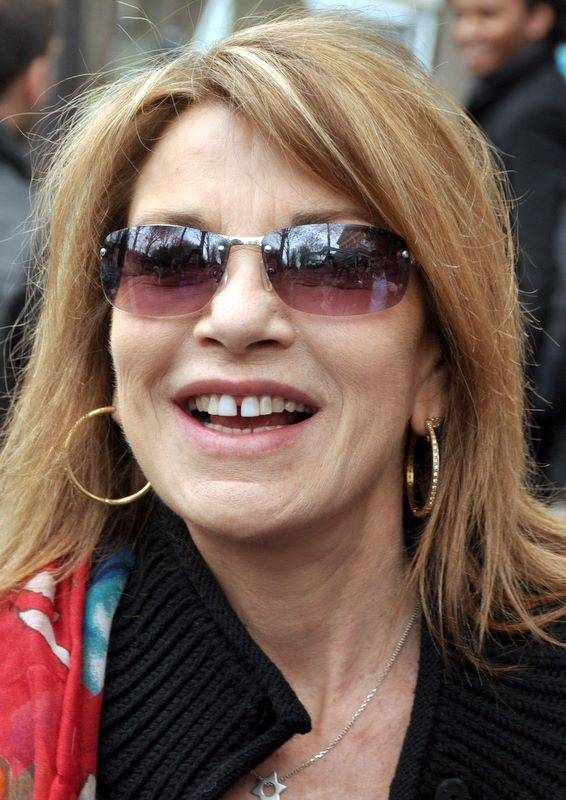
Nicole Calfan (Odile Meyers)
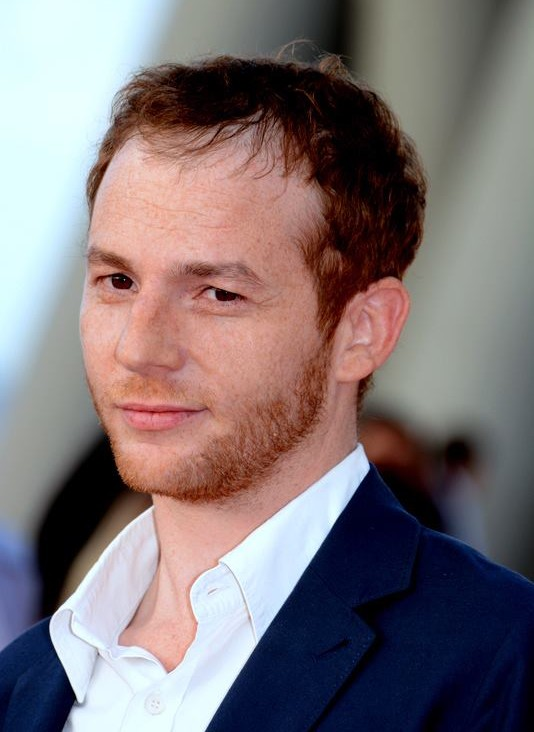
Malik Zildi (Denis Gauvin)
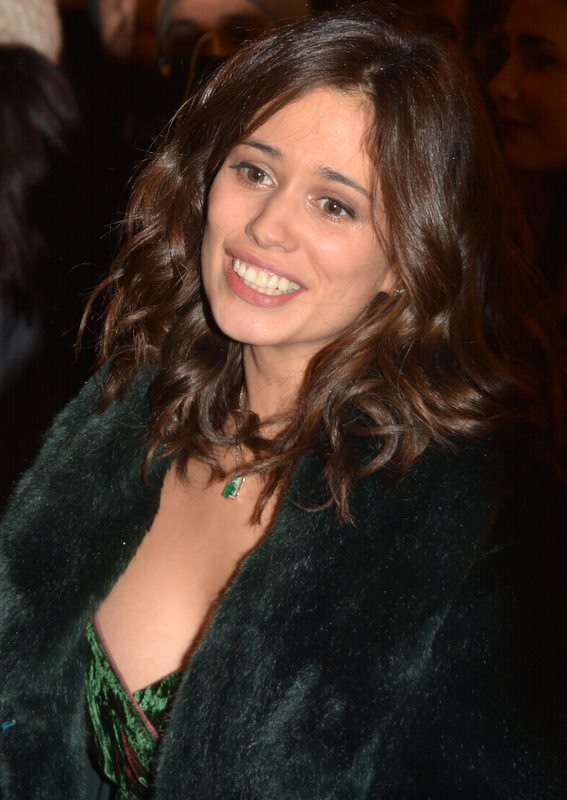
Lucie Lucas (Émilie Gauvin)
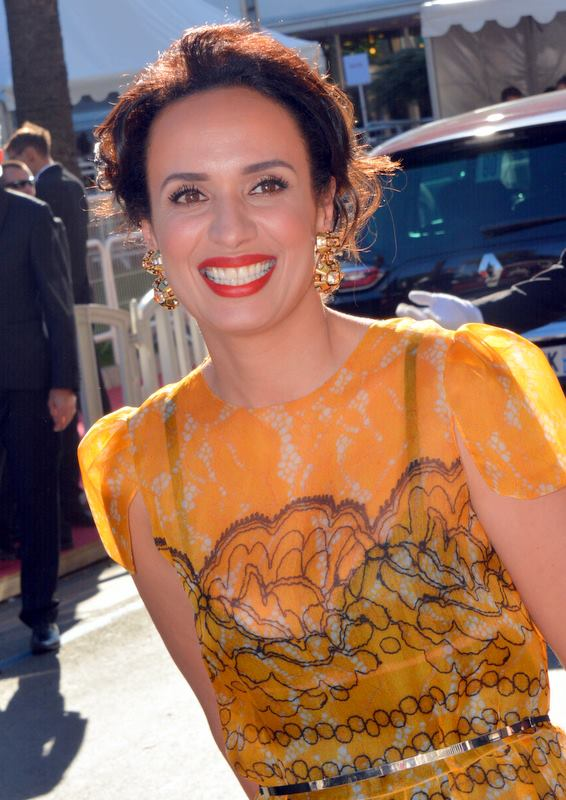
Amelle Chahbi (Chacha)
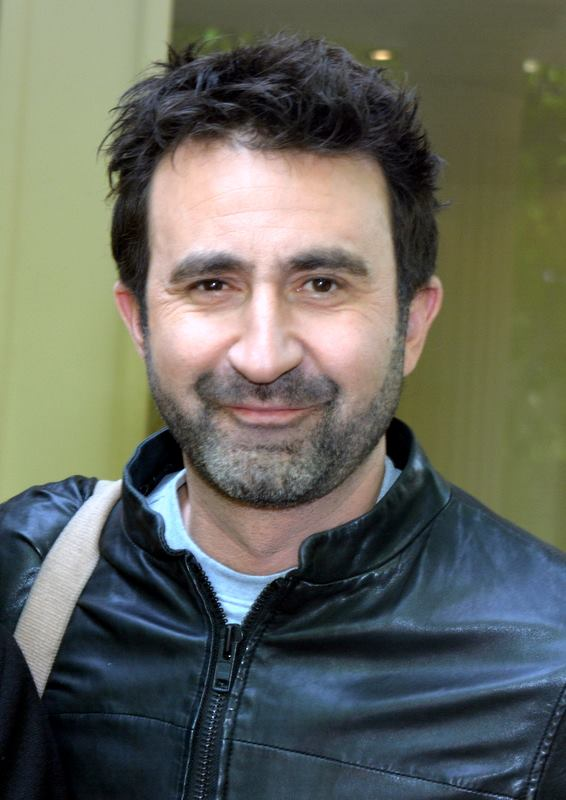
Mathieu Madénian (Arthur)

## Autour du tournage

### Origine de la série
Cette mini-série est l'adaptation de la mini-série galloise Keeping Faith (Un Bore Mercher, en gallois), diffusée entre 2017 et 2018 sur la BBC Wales.

### Période de tournage
Le tournage s'est déroulé entre février et septembre 2020.

### Lieux de tournage

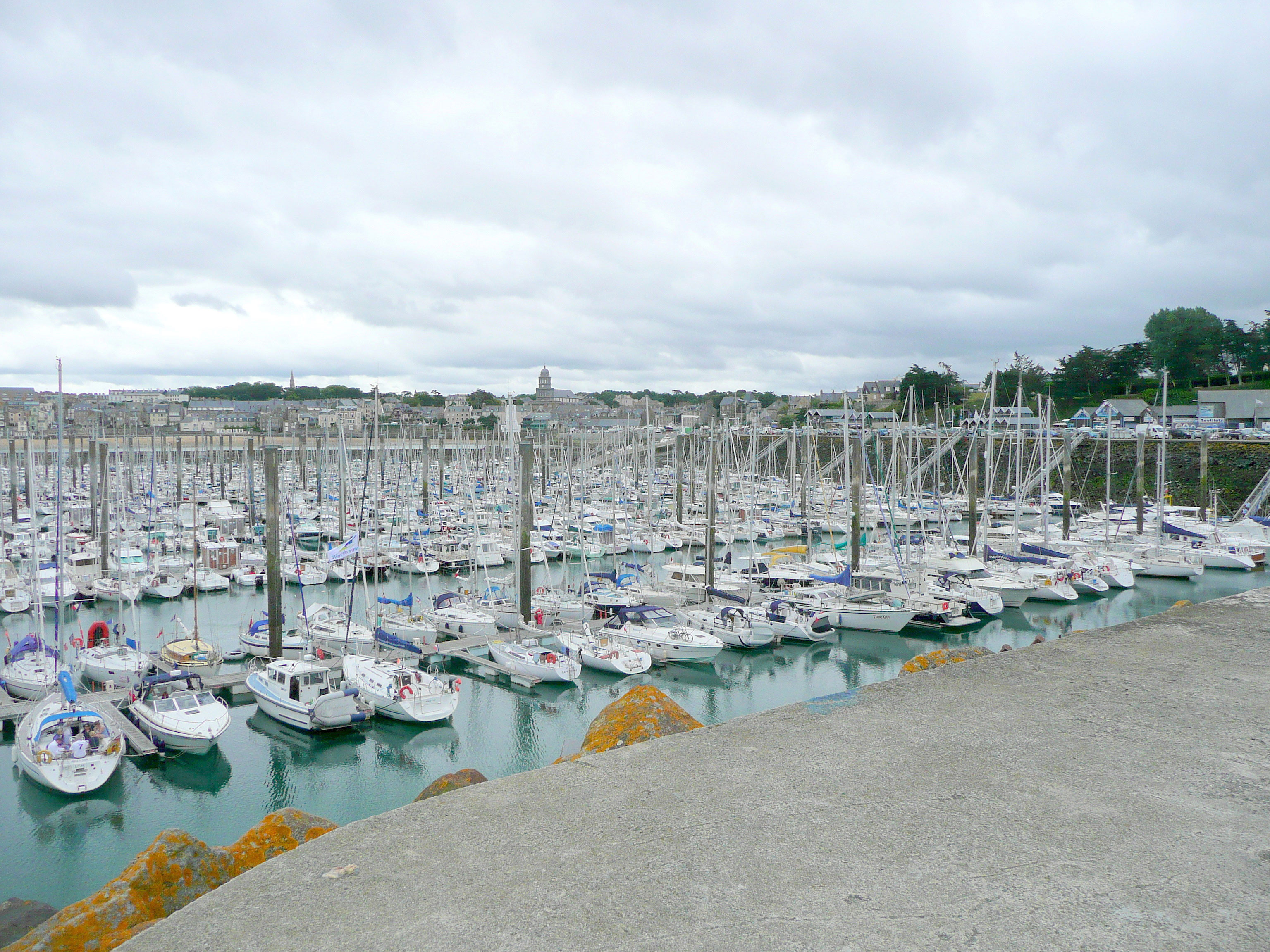
Port des Sablons à Saint-Malo.

La plupart des scènes de cette série ont été tournées en région Bretagne dans le département d'Ille-et-Vilaine, plus précisément dans et autour de Saint-Malo et de Cancale (où se situe la maison de Gloria). Certaines scènes permettent également d'apercevoir la pointe du Grouin et la Côte d'Emeraude, située à proximité.
La gendarmerie a été installée dans le bâtiment de la chambre de commerce et d'industrie de Saint-Malo. Quelques courtes scènes du premier épisode ont également été tournées au tribunal de grande instance de Pontoise (Val d'Oise), notamment avec le personnage interprété par Mathieu Madénian.
Le bateau, acheté par David pour Gloria, se dénomme Étoile Bob IV et il est amarré au port des Sablons, à Saint-Malo.

## Accueil

### Audiences en France
| Épisode | Jour de diffusion    | Audience moyenne          | Audience moyenne | Ref.   |
| Épisode | Jour de diffusion    | Nombre de téléspectateurs | PDM              | Ref.   |
| ------- | -------------------- | ------------------------- | ---------------- | ------ |
| 1       | Jeudi 18 mars 2021   | 6 740 000                 | 28,8 %           | [ 8 ]  |
| 2       | Jeudi 18 mars 2021   | 5 760 000                 | 30,9 %           | [ 8 ]  |
| 3       | Jeudi 25 mars 2021   | 6 280 000                 | 26,9 %           | [ 9 ]  |
| 4       | Jeudi 25 mars 2021   | 5 430 000                 | 30,2 %           | [ 9 ]  |
| 5       | Jeudi 1er avril 2021 | 6 420 000                 | 26,4 %           | [ 10 ] |
| 6       | Jeudi 1er avril 2021 | 5 920 000                 | 29,5 %           | [ 10 ] |

### Critiques
Selon la critique Audrey Fournier du journal Le Monde, « la série s'en tire plutôt mieux que les autres [grâce] à l'énergie de Cécile Bois […], particulièrement à l'aise dans cette mini-série policière sur fond de crise de couple ».